# Айнёллен
Айнёллен (нем. Einöllen) — община в Германии, в земле Рейнланд-Пфальц. 
Входит в состав района Кузель. Подчиняется управлению Вольфштайн.  Население составляет 444 человека (на 31 декабря 2010 года). Занимает площадь 4,89 км².